# Alexander Guran

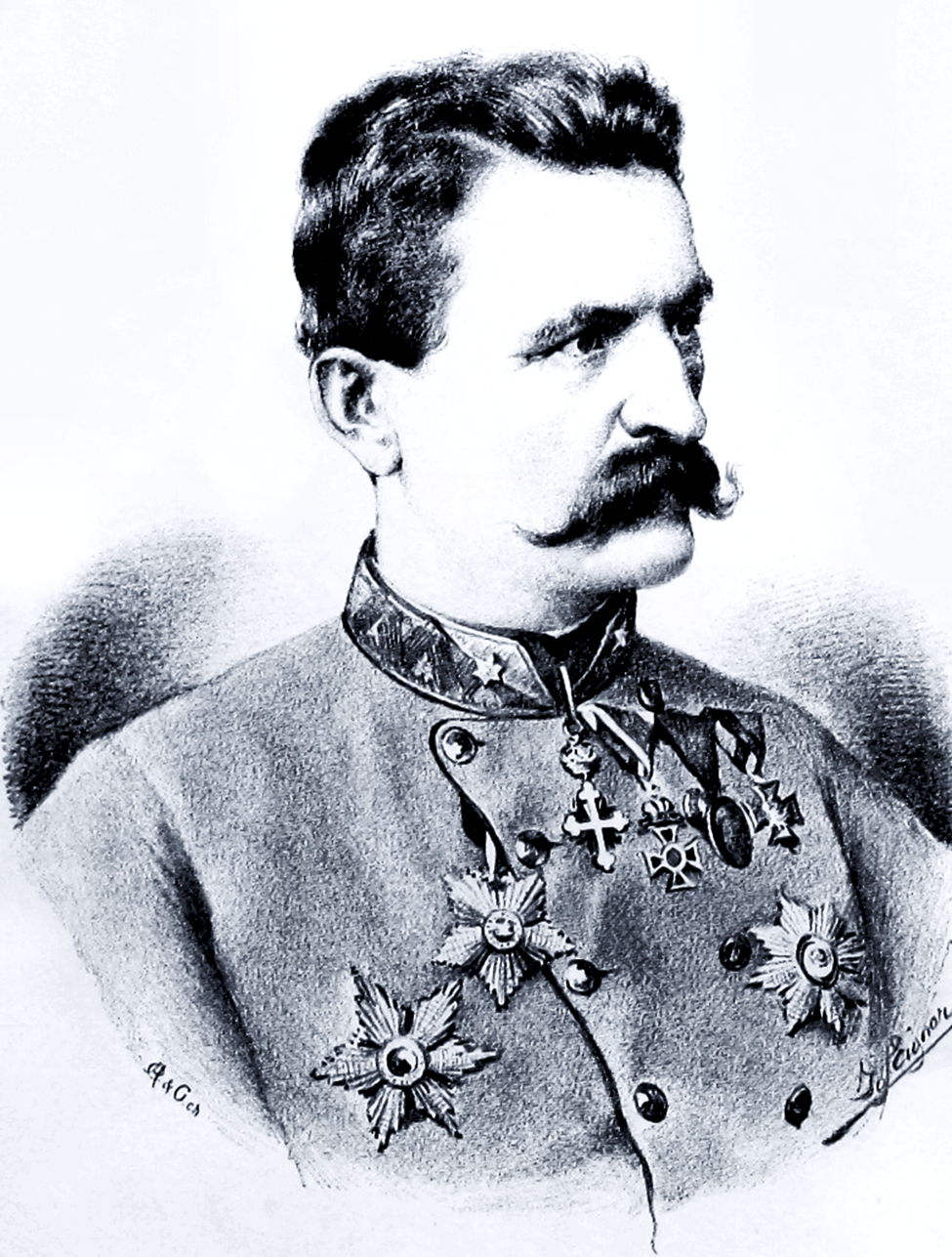
Alexander Guran als Generalmajor 1873

Alexander Guran, auch Alexandru Guran (* 15. Mai 1824 in Ober-Borlowenj, Kreis Caraș-Severin; † 18. Mai 1888 in Wien) war ein rumänischstämmiger k.u.k. Feldmarschallleutnant, Kommandant der k.u.k. Kriegsschule, sodann Vorstand der 5. Abteilung des k.u.k. Kriegsministeriums und schließlich Leiter des K.u.k. Militärgeographischen Instituts. Er war auch ein anerkannter Maler.

## Biographie

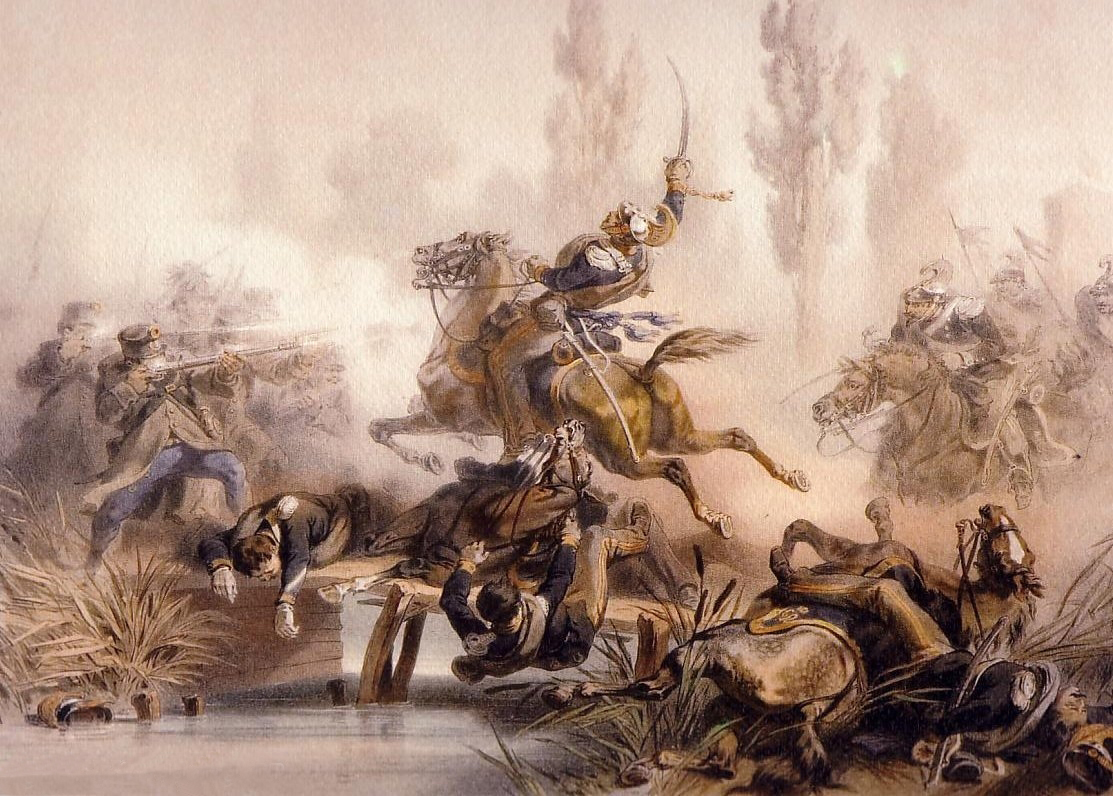
Schlacht bei Governolo 1848

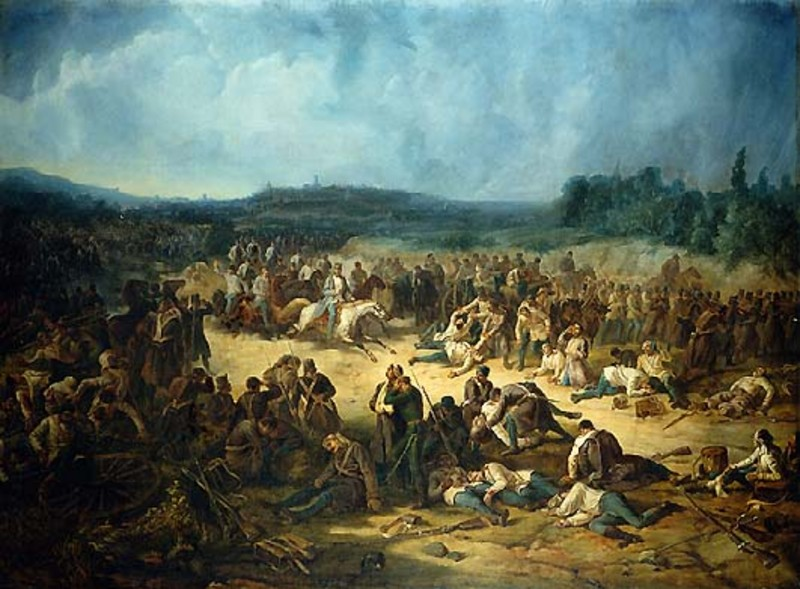
Schlacht von Solferino 1859

### Frühe Jahre
Der Sohn des Kommandanten des rumänischen Grenzregiments Nr. 13, Oberstleutnant Moise Guran, besuchte die Schulen im Heimatdorf, danach in Bozovici und schließlich in Caransebeș. Er trat am 29. Oktober 1836 in die Theresianische Militärakademie in Wiener Neustadt ein, wurde am 29. September 1843 bei Übersetzung in den höheren Kurs dieser Anstalt Unterleutnant und am 30. September 1844 als Leutnant dem Infanterieregiment Erzherzog Franz Ferdinand d’Este Nr. 32 zugeteilt, wurde dort am 20. August 1848 Oberleutnant und machte die Feldzüge von 1848/49 in Italien mit, wo er sich speziell bei den Gefechten von Governolo, Montanara, Curtatone und an der Schlacht bei Novara hervortat. Wegen seiner dabei gezeigten militärischen Tugenden wurde er am 1. Dezember 1850 Hauptmann 2. Klasse, sodann am 24. Januar 1851 zum Generalquartiermeisterstab übersetzt und am 20. Februar 1852 zum Hauptmann 1. Klasse befördert.
Am 1. Mai 1859 erfolgte die Ernennung zum Major. Im Krieg des Jahres 1859, im Hauptquartier der 2. Armee, machte Guran während des Sardinischen Krieges die Schlachten von Magenta und Solferino mit und erhielt für die Leistungen im Feldzug des Jahres am 27. Juni 1859 den Ausdruck der Allerhöchsten Belobung.

### In hohen Ämtern

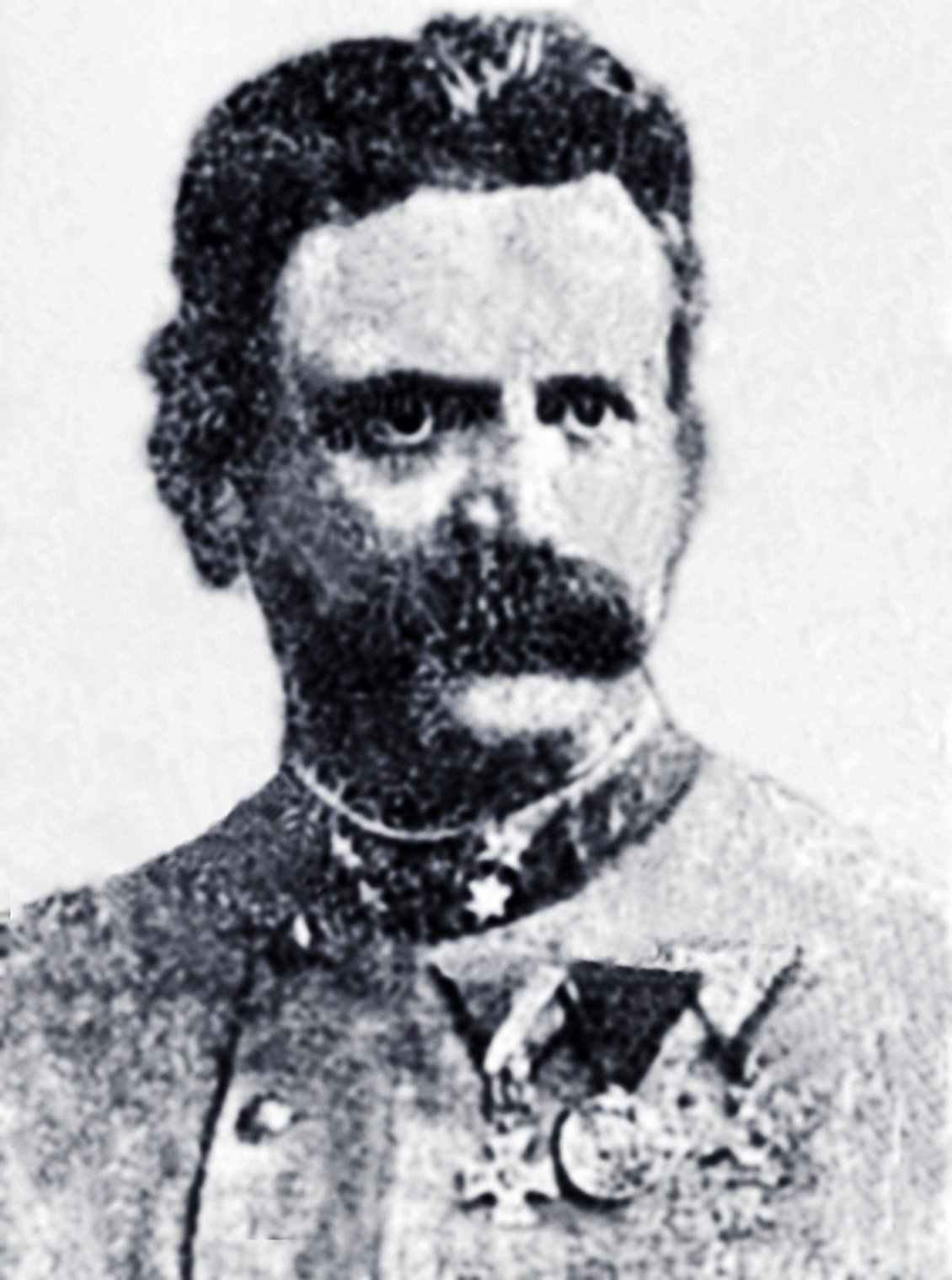
Alexander Guran als Oberstleutnant, 1864

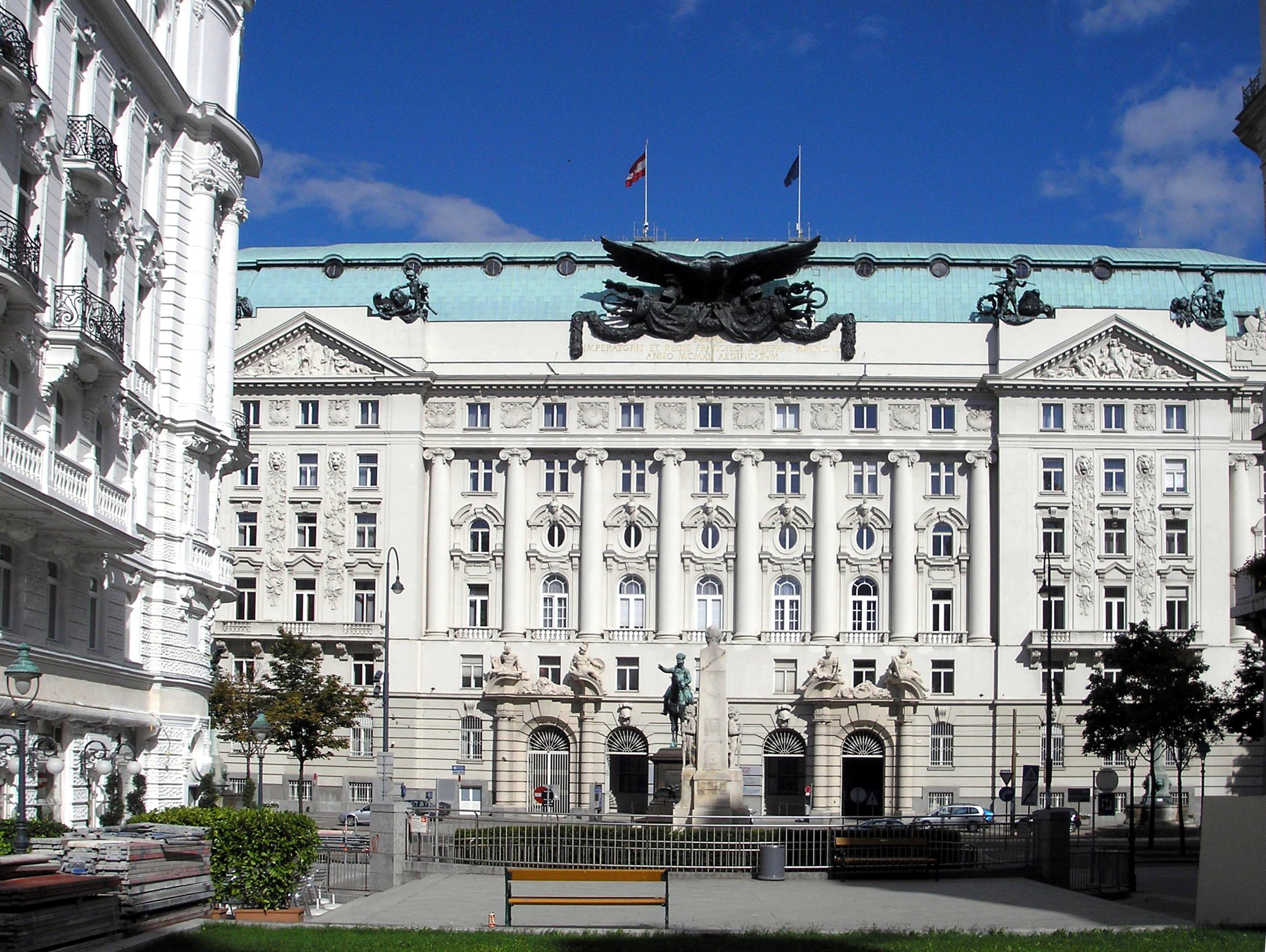
Ehemaliges Kriegsministerium

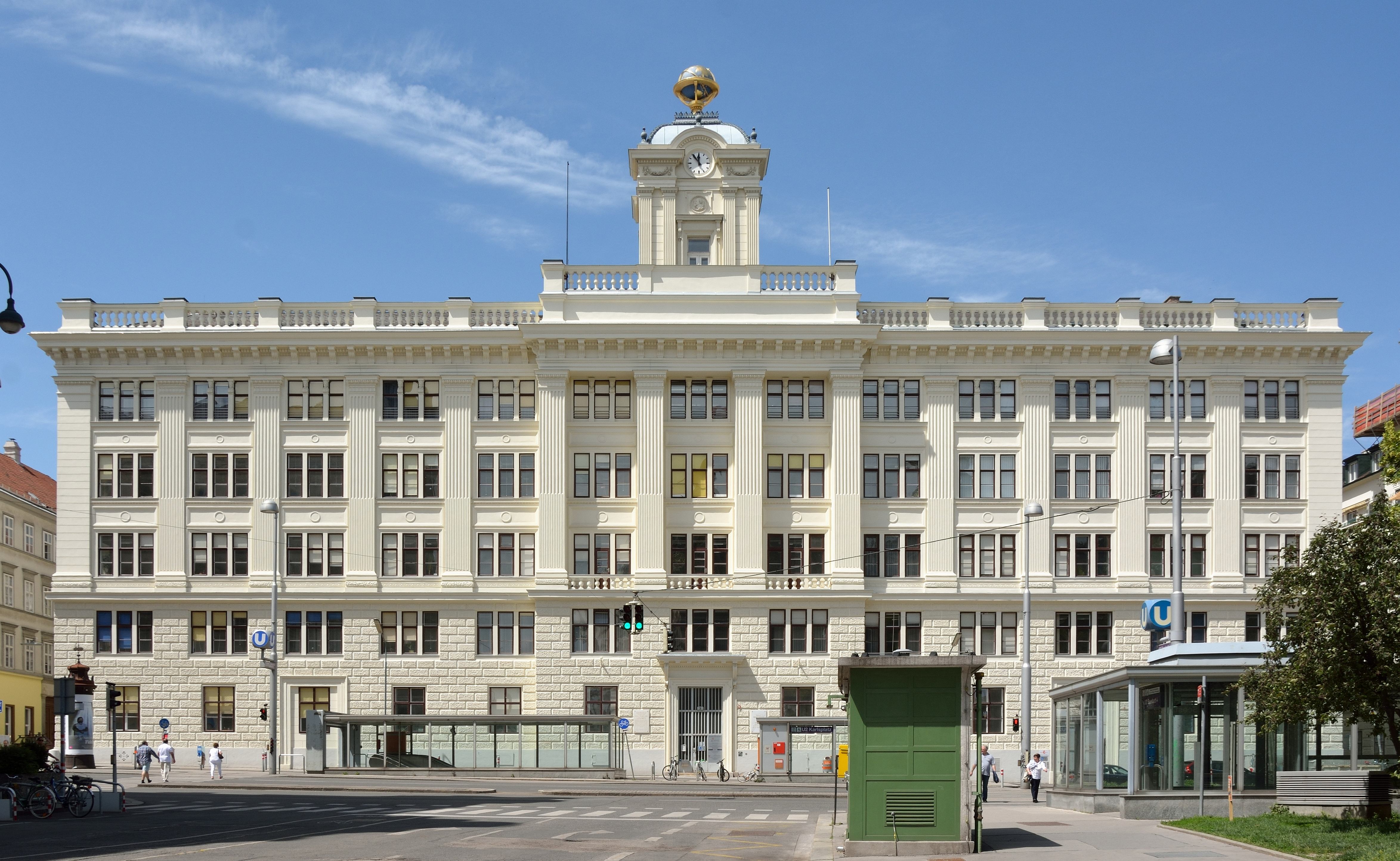
Militärgeographisches Institut

Guran wurde mit Rang vom 29. März 1864 zum Oberstleutnant des Quartiermeisterstabs im Korps und mit Rang vom  5. Juli 1866 außer der Rangtour zum Oberst beim Generalstab befördert. In diesem Amt fungierte er während des Italienfeldzugs als Generalstabschef beim Militärkommando im Österreichischen Küstenland, dann als Interimsgeneralstabschef der Südarmee. Nach Beendigung des Feldzugs übernahm er am 26. September 1866 das Kommando der k.u.k. Kriegsschule und der militäradministrativen Lehranstalt, bis er am 3. Januar 1869 zum Vorstand der 5. Abteilung des k. u. k. Kriegsministeriums avancierte. Diese Funktion bekleidete er bis zum 31. Oktober 1872.
Nachdem er am 1. November 1872 zum Kommandanten der 1. Infanteriebrigade der 6. Infanterietruppendivision, welcher er für vier Jahre vorstehen sollte, gleichzeitig zum Direktor der Sektion für Topographie in Kroatien und Slawonien ernannt worden war, rückte der Offizier am 23. April 1873 (Rang vom 1. Mai des Jahres) zum Generalmajor vor.
Anno 1876 erfolgte seine Berufung an die Spitze des k. u. k. Militärgeographischen Instituts. In dieser Eigenschaft partizipierte der Generalmajor in hervorragender Weise an der Herausgabe der großen neuen Spezialkarte der österreichisch-ungarischen Monarchie sowie an zahlreichen anderen größeren und kleineren kartographischen Werken. Gegen Beanstandungen durch das militärisch-technische Militärkomitee wegen der Herstellungsmethoden der neuen Landkarten im Jahr 1877 verteidigte ihn der Chef des Generalstabes, Feldmarschallleutnant Anton Maria Freiherr von Schönfeld, nicht nur vehement, sondern belobigte ihn sogar ob seiner Leistung. Als Zeichen der Anerkennung beförderte Kaiser Franz Joseph I. den General noch im Amte am 1. Mai 1878 (Rang vom gleichen Tag) zum Feldmarschallleutnant.
Aus Gesundheitsgründen bat Guran um die Versetzung in den Ruhestand. Dieser Bitte wurde entsprochen, und so wurde er am 1. November 1879 pensioniert. In seinen Nachrufen wurde Guran als hochgebildeter, überaus pflichtgetreuer General, der in der Armee die höchste Verehrung genoss, beschrieben.

### Der Künstler
Als Maler setzte Guran seinen Schaffensschwerpunkt auf Landschaften und Blumen, wobei er bei ihrer Wiedergabe gekonnt mit Nuancen der Farben Grün, Blau, Weiß und Gelb spielte. Die bewaldeten Hügel und blühenden Obstgärten seiner Gemälde erinnern an die Orte seiner Kindheit. Er fertigte aber auch gerne Porträts von Menschen aus seiner Umgebung an. Eines seiner Gemälde, das Bekanntheit und Ansehen gewann, war „Die Frau mit der entzündeten Kerze“ („Femeia cu lumânare aprinsă“).
Als ein Kenner der menschlichen Seele realisierte er Porträts von großer Ausdruckskraft, am meisten geschätzt war das oben erwähnte Gemälde, das eine Frau in rumänischer Tracht, die ihr Haus inmitten der Nacht verlässt, zeigt. In der einen Hand hält sie eine brennende Kerze, während sie mit der anderen versucht, die Flamme vor Wind zu schützen. Dabei projiziert das flackernde Licht geheimnisvolle Strahlen über ihre Brust und Arme, mit einer herrlichen Schattierung des Gesichts. Das Gemälde wurde zusammen mit 34 weiteren Arbeiten anlässlich einer vom Bistum von Caransebeș durch Bischof Joan Popasu organisierten Exposition am Tage der Gründung der „Gesellschaft der orthodoxen Frauen aus Caransebeș“ („Societatea Femeilor Ortodoxe din Caransebeș“) am 1. Mai 1891 ausgestellt. Es wurde 1925 für einen Betrag von 250 000 Lei verkauft.
Alexander Guran veröffentlichte auch mehrere Novellen in der Zeitschrift „Familia“ des Publizisten und Mitglieds der  Rumänischen Akademie Iosif Vulcan in Oradea, auch Dutzende von kulturpolitischen Artikeln in den Zeitungen „Albina“ aus Wien, „Concordia“ aus Budapest und „Luminătorul“ aus Timișoara. Er freute sich über seine Anerkennung durch König Carol I. und die Freundschaften mit Bischof John Popasu, Vincențiu Babeș, Reichsratspolitiker und Mitbegründer der Rumänischen Akademie, aber auch mit einigen Bojarenfamilien.
Anerkannt für seinen künstlerischen Sinn, war er Delegierter Österreichs auf der Weltausstellung in Paris im Jahre 1878 im Bereich Malerei. Der General war zugleich Vorsitzender der Österreichisch-Ungarischen Kommission bei dieser Ausstellung. Er wurde dreimal hintereinander zum Ehrenpräsidenten der „Europäischen Ausstellung für Malerei“ in Paris gewählt.

## Auszeichnungen
Der General wurde vielfach dekoriert, unter anderem mit folgenden Ehrenzeichen:
- Ritter des kaiserlich österreichischen Leopold-Ordens (1872)
- Großkreuz des kaiserlich russischen Sankt-Stanislaus-Ordens
- Großkreuz des königlich sardinischen Ritterordens der hl. Mauritius und Lazarus
- Großkreuz des königlich rumänischen Ordens des Sterns von Rumänien
- Großkomtur des kaiserlich persischen Sonnen- und Löwenordens